# Мніх-Полудне
Мніх-Полудне (пол. Mnich-Południe) — село в Польщі, у гміні Опорув Кутновського повіту Лодзинського воєводства.
У 1975-1998 роках село належало до Плоцького воєводства.